# 史起
史起（?—?），東周戰國時期魏國人，仕於魏襄王，晚於西門豹任鄴令。
《呂氏春秋》稱“西門豹非能治鄴，治鄴者乃是史起。”，史起還罵西门豹“漳水在其旁”而“弗知用”。魏襄王执政时期，史起曾引漳水灌溉良田，即漳水十二渠，“咸成沃壤，百姓歌之”。